# 브라키오사우루스
브라키오사우루스(영어: Brachiosaurus)는 쥐라기 후기에서 살았던 브라키오사우루스과 용각류 공룡의 한 속이다. 이름은 "팔 도마뱀"이라는 뜻으로, 다른 용각류와는 다르게 앞발이 뒷발보다 더 길어서 붙여졌다.

## 특징
최대 길이 33m, 무게 45~80톤, 키 16m로, 용각류 중에서도 큰 편에 속한다. 몸무게는 과거 80톤 정도로 추정되었으나, 기낭이 있었다는 연구 이후 추정치가 줄었다. 키가 크고 목이 긴 모습 때문에 세계적으로 가장 널리 알려진 공룡 중 하나이다. 육식공룡 케라토사우루스와 알로사우루스와 공존했고, 어린 개체는 이들의 먹이가 되기도 했지만, 다 자란 성체는 천적이 없었을 것으로 추정된다. 한때 물속에서 살았다는 수생설이 주장되기도 하였으나, 신체 구조가 수생생활에 적합하지 않음이 밝혀지면서 기각되었다.

## 발견
1900년 미국 콜로라도주의 그랜드 리버 계곡 모리슨 지층에서 화석이 처음 발견되었다. 그러나 이 화석은 불완전한 몇 가지 골격이나 뼛조각에 지나지 않았고 완전한 골격은 제1차 세계대전 당시 동아프리카 탄자니아에서 독일 과학자들에 의해 발견되면서부터였으나, 이후 탄자니아에서 발견된 종류는 기라파티탄이라는 별개의 종임이 밝혀졌다. 사실 대중에게 알려진 브라키오사우루스의 모습 역시 코뼈가 좀 더 높은 기라파티탄의 모습이다. 1950년대 포르투갈에서도 이 공룡과 비슷한 화석이 발견되었지만 2003년 루소티탄이라는 별개의 속으로 재동정되었다. 2001년 미국 와이오밍주에서는 보존율이 80%에 이르는 화석이 발견되었는데, 이 발굴작업에는 대한민국 연구팀이 공동으로 참여했다. 이후 화석들은 국내로 옮겨져 보존처리 및 조립되었으며, 이 진품화석과 전신 골격은 현재 한국자연사박물관에서 전시되고 있다.